# Carmo
Carmo là một đô thị thuộc bang Rio de Janeiro, Brasil. Đô thị này có diện tích 321,187 km², dân số năm 2007 là 15866 người, mật độ 49,4 người/km².